# Oroluk Atoll
Oroluk Atoll är en atoll i Mikronesiska federationen.   Den ligger i kommunen Oroluk Municipality och delstaten Pohnpei, i den västra delen av landet, 300 km väster om huvudstaden Palikir.